# Baie de La Forêt
La baie de la Forêt est une baie du littoral atlantique située dans le sud du Finistère entre Fouesnant et Concarneau.

## Description
La baie de la Forêt, aussi désignée improprement sous le nom de baie de Concarneau, limitée à l'Ouest par la pointe de Beg Meil et à l'Est par la pointe du Cabellou, possède un littoral très découpé en raison des nombreux petits fleuves côtiers qui s'y jettent et forment autant de rias : de l'Ouest vers l'Est, l'anse de Penfoulic, la rivière de la Forêt (au fond de sa ria se trouve le bourg de La Forêt-Fouesnant), l'anse de Saint-Laurent, l'anse Saint-Jean, la ria du Moros qui sert de site au port de Concarneau et l'anse de Kersaux. La pointe du cap Coz, une flèche littorale, ferme partiellement sa partie nord.
Auguste Dupouy décrit ainsi la baie de La Forêt en 1944 : « Penchés sur l'eau, les chênes et les pins mêlent à son clapotement leur bruissement. Derrière eux les rhododendrons, les hortensias, les camélias, les mimosas, les yuccas, les araucarias, de vastes cupressus, flore à demi exotique, mais facilement acclimatée » bordent la calme baie de La Forêt.
La baie de la Forêt possède plusieurs plages fréquentées, de la plage des Oiseaux à Beg Meil à la plage des Sables Blancs à Concarneau en passant par la plage du cap Coz et la plage de Kerleven. Le fond de la baie de la Forêt abrite le port de plaisance de Port-la-Forêt et le golf de Cornouaille.

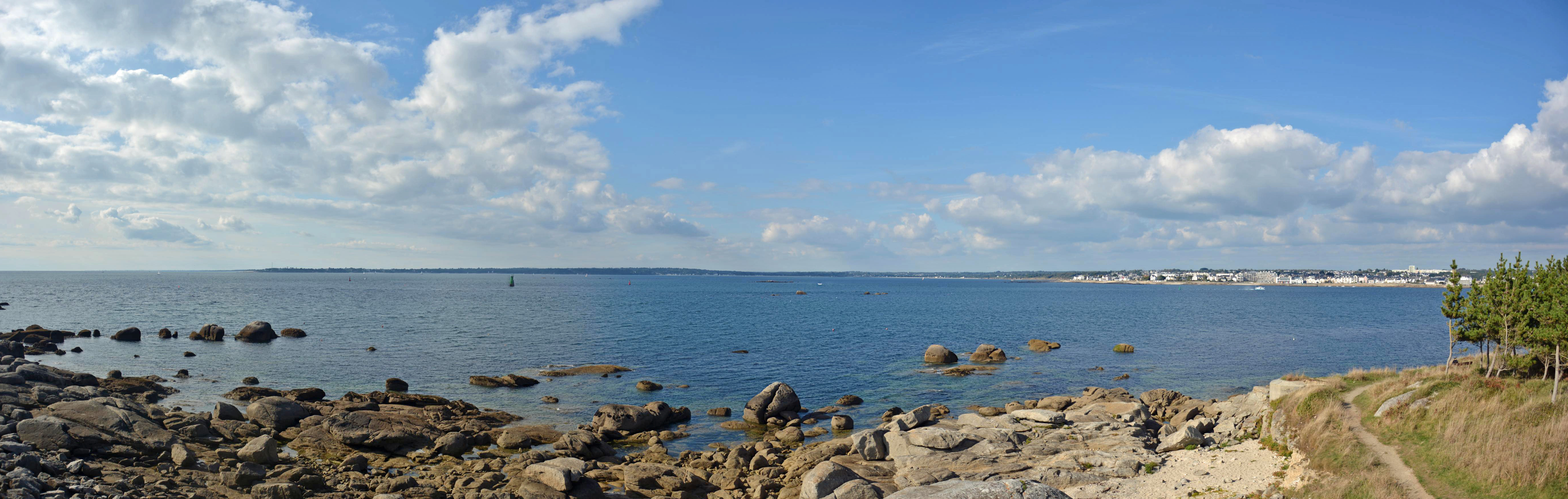
La baie de la Forêt vue depuis le fort du Cabellou à Concarneau.
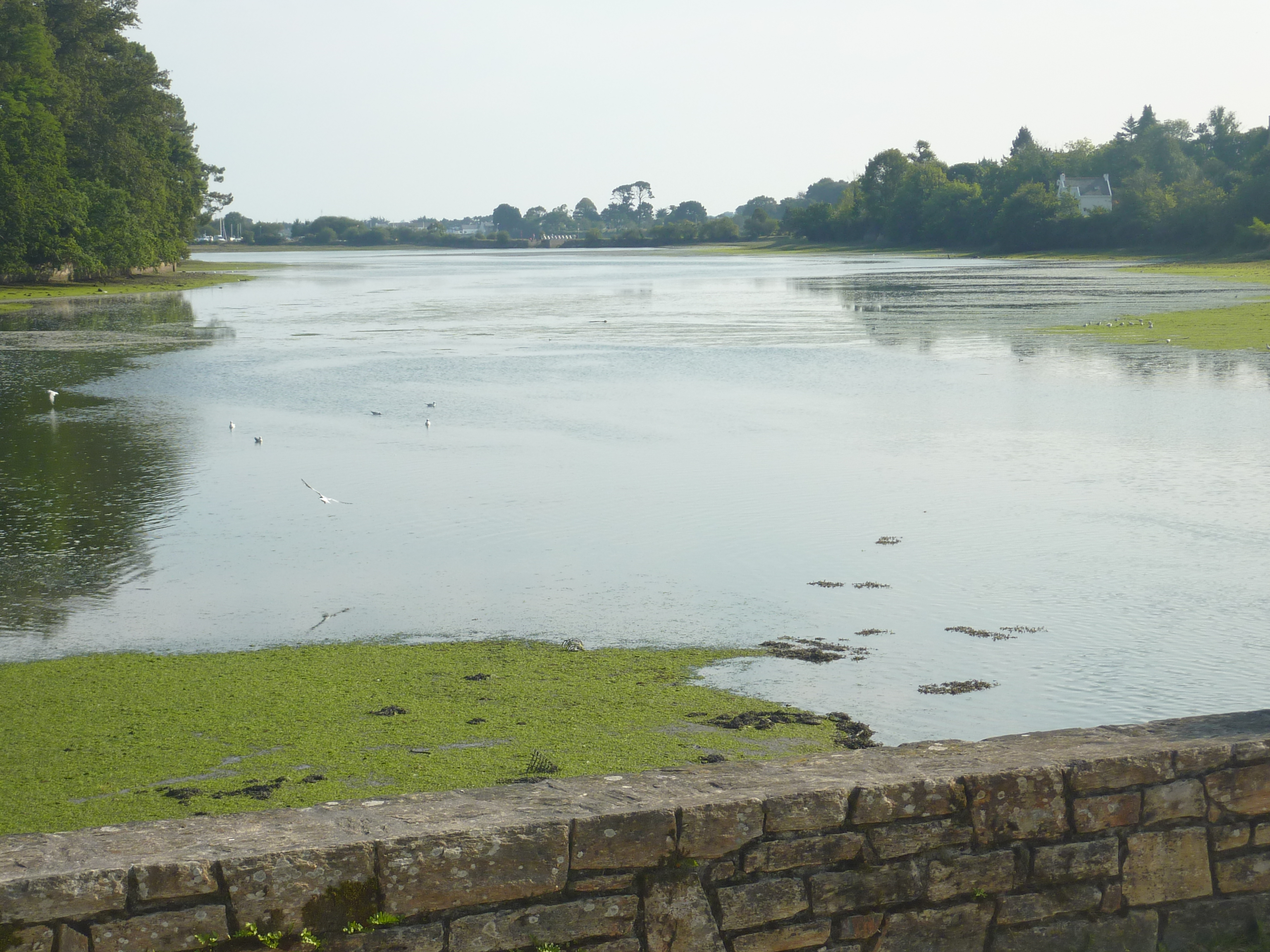
La ria de la Forêt-Fouesnant à marée haute

## Histoire

### LeXIXesiècle
Le 16 avril 1894, le Saint-Joseph, chaloupe de pêche, coula dans la baie de La Forêt, provoquant la noyade de trois pêcheurs fouesnantais : Joseph-Corentin Le Loc'h, patron-pêcheur ; Pierre Cariou, matelot ; Louis-Yves Carric, mousse.

### Épaves
Une vingtaine d'épaves sont répertoriées dans la baie de la Forêt et au large de Concarneau, ainsi qu'aux alentours des Glénan, par le club de plongée de Cornouaille. Parmi elles, les plus connues sont celles de l'UJ 1408, un chalutier allemand reconverti en chasseur de sous-marins construit en 1941, long de 52 m et large de 8,4 m, affecté à la base de Lorient, coulé le 30 juin 1944 par une escadrille de la Royal Air Force, celle du sablier Le Roger, coulé entre 1960 et 1963, celle du sablier Saint-Isidore coulé le 7 décembre 1961, etc.

### Le problème des algues vertes
Le bassin-versant de la Baie de la Forêt, d'une superficie de 15 076 hectares, compte 35 000 habitants ; en moyenne de 2002 à 2019, entre avril et octobre, la surface occupée sur l'estran par les algues vertes, a été de 8 hectares.
Depuis les années 2000 et même un peu avant, la Baie de La Forêt est devenue une zone importante d'échouage d'algues vertes, par exemple sur la plage du Cap Coz et celle de Kerleven (les échouages ont été massifs en 2018 ; ils ont diminué quelque peu en 2019 et 2020). Un premier plan, entre 2012 et 2015, incluant notamment des engagements de la part de nombreux agriculteurs, a permis une diminution des concentrations en nitrates, passant de 40 à 45 mg/l en moyenne en 2010 à des niveaux situés entre 30 et 35 mg/l dans les petits fleuves côtiers qui se jettent dans la baie de la Forêt. Le second plan (dénommé "Contrat de progrès") qui va de 2018 à 2021, ambitionne de faire descendre le seuil moyen entre 20 et 27 mg/l, des contrôles devant être effectués dans 85 exploitations agricoles sur les 170 qui se trouvent dans le périmètre "algues vertes". Ce deuxième plan a été approuvé par les collectivités locales (Concarneau Cornouaille Agglomération, Communauté de communes du Pays fouesnantais), le département du Finistère, le Conseil régional de Bretagne, l'Agence de l'eau Loire-Bretagne, la Chambre d'agriculture de Bretagne et l'État

## La «Base de vitesse»
En avril 2022 la Baie de la Forêt a été officiellement répertoriée comme « base de vitesse » par la Fédération française de voile, avec un outil permettant d'analyser automatiquement les traces GPS. Ceci concerne  « tout ce qui glisse sur l'eau, avec ou sans foil » (et sans moteur !) : stand up paddle , kite-surf, wingsurf , Mini, wing foil , windfoil, .. et concerne tous les types de records possibles (vitesse pure, vitesse moyenne sur 500 m, vitesse moyenne sur une heure, etc.